# Mechtelt van Lichtenberg
Mechtelt van Lichtenberg, également connue sous le nom de Mechtelt toe Boecop, née vers 1520 peut-être à Utrecht et morte en mai 1598 peut-être à Kampen, est une peintre.

## Biographie
Mechtelt van Lichtenberg naît vers 1520 peut-être à Utrecht. Elle est la fille de Gerrit van Lichtenberg (mort en 1549), échevin, et de Cornelia de Vooght van Rijnevelt. Entre 1546 et 1549, Mechtelt van Lichtenberg épouse Egbert toe Boecop (mort en 1578), échevin et marguillier, à Kampen. De ce mariage naissent un fils et cinq filles, dont au moins un fils et deux filles atteignent l'âge adulte.
Elle est une peintre talentueuse qui exerce son art à Kampen. Le premier tableau daté est une Cène de 1547 à l'administration bourgeoise des pauvres à Kampen, le dernier les quatre évangélistes de 1577 au musée de Zwolle. Dans le premier tableau cité, elle se montre comme élève de Jan van Scorel, mais plus tard, elle subit l'influence directe de son élève Maerten van Heemskerck. En 1578, elle apparaît encore comme marraine d'un petit-fils.
Elle meurt en mai 1598 peut-être à Kampen.